# 카라칼파크스탄
카라칼파크스탄, 공식적으로 카라칼파크스탄 공화국, 우즈베키스탄의 자치공화국이다. 그것은 우즈베키스탄의 북서부 전체를 차지한다. 수도는 누쿠스(Nókis / Нөкис)이다. 카라칼파크스탄 공화국의 면적은 166,590km2(64,320mi2)이고 인구는 약 200만 명이다. 영토는 고대 페르시아 문학에서 Kāt(시간)으로 알려진 고대 Khwarezm 땅을 포함한다.

## 산업
주요 농산물은 목화·쌀·수박 등이며 어업이 발달되어 있고 주요 산업 시설로는 구 소련 시절에 아무다리야 지역에 건설된 수력 발전소가 있다. 아랄해 끝자락에 위치한 국가이며, 아랄해가 1960년대의 1/5 수준 줄어들고, 염도가 11%(일반 해수의 3배)로 늘어나면서 물 부족 국가가 되었다.

## 종교
주민의 대부분은 수니파 이슬람교를 믿는다. 카자흐인과 키르기스인처럼 천막을 치고 유목 생활을 하기도 한다.

## 같이 보기
- 카라칼파크 자치주